# Walter Dietrich
Walter Dietrich (24 december 1902 – 27 november 1979) was een Zwitsers voetballer, die speelde als aanvaller. Hij was ook actief als voetbaltrainer. Dietrich overleed op 76-jarige leeftijd.

## Clubcarrière
Dietrich speelde gedurende zijn carrière voor FC Basel, Forward Morges, Servette FC en tot slot Eintracht Frankfurt. Met Servette won hij eenmaal de Zwitserse landstitel.

## Interlandcarrière
Dietrich kwam veertien keer (zes goals) uit voor het Zwitsers nationaal elftal in de periode 1924–1928. Onder leiding van de Engelse bondscoach Teddy Duckworth nam hij met zijn vaderland deel aan de Olympische Spelen 1924 in Parijs, waar de Zwitsers de zilveren medaille wonnen. In de finale verloor de ploeg met 3–0 van Uruguay, dat de revelatie van het toernooi werd.

## Erelijst
Servette
- Zwitsers landskampioen

1925
| Logo van de Olympische Spelen | Goud | Zilver | Brons | Logo van de Olympische Spelen |
|                               | 0    | 1      | 0     |                               |